# Келбасінек
Келбасінек (пол. Kiełbasinek) — село в Польщі, у гміні Хелмжа Торунського повіту Куявсько-Поморського воєводства.
У 1975-1998 роках село належало до Торунського воєводства.